# 엔샤쿠샨나
안샤쿠샨나(또는 엔샤그쿠시아나, 에눅두안나, 엔샤칸샤아나)는 기원전 3번째 천년의 우루크의 왕이었다. 수메르왕목록에 따르면 그의 치세는 60년이었다. 그는 하마지와 아카드, 키시와 니푸르를 정복하였고 수메르 전체에 대한 헤게모니를 주장하였다. 그는 수메르와 아카드의 주인(엔 키엔기 키우리)라는 수메르 호칭을 얻은 것으로 알려진 최초의 군주였다.
그는 우루크이 루갈 킨셰두두에 의해 계승되었지만 헤게모니는 라가시의 에안나툼에게로 넘어간 것처럼 보였다.